# مايكل نبيل سند
مايكل نبيل سند (1 أكتوبر 1985، أسيوط) ناشط سياسي ومدون مصري، تخرج من كلية الطب البيطري بجامعة أسيوط في 2009، يصف نفسه بأنه ليبرالي يميني
يوصف بأنه يساعد في تعزيز القيم الديمقراطية الليبرالية في مصر ويناصر إقامة علاقات سلمية بين مصر وأسرائيل. قام بعمل الماجستير في جامعة ويلى برندت في أيرفورت ألمانيا. ويعيش حالياً في العاصمة الأمريكية واشنطن العاصمة.
اعتقلته القوات المسلحة المصرية بسبب مقالاته في 28 مارس 2011، وتم محاكمته محاكمة عسكرية بتهمة إهانة القوات المسلحة. وحكم عليه بثلاثة أعوام. أفرج عنه في 24 يناير 2012 بعفو أصدره المشير حسين طنطاوي شمل 2000 من المحاكمين عسكريا.

## نشاطه السلمي
في يوم 9 أبريل 2009 أسس مايكل نبيل حركة (لا للتجنيد الإجبارى)، وفي عام 2010 قرر الأستنكاف الضميرى على الخدمة العسكرية وكتب مدونة على ذلك يطالب بأستثناءه من الخدمة العسكرية.
في 12 من نوفمبر 2010 ألقى القبض عليه من قبل الشرطة العسكرية ولكن أفرج عنه في اليوم التالى وتم أعفاءة نهائياً من الخدمة العسكرية لأسباب طبية.
نبيل وحركتة (لا للتجنيد الإجبارى) يدعمون المستنكفين الضميرين مثل عماد الدفراوي ومحمد فتحي، بالأضافة إلى أن حركة (لا للتجنيد الإجبارى) قامت بعمل وقفة سلمية في أبريل 2013 مطالبين بالأفراج عن المستنكف الضميرى الأسرائيلى ناتان بلانك.

## وصلات خارجية
- الموقع الرسمي
- مقالات مايكل نبيل سند في الحوار المتمدن
- مقالات مايكل نبيل سند في شباب الشرق الأوسط